# 錫達鎮區 (內布拉斯加州安蒂洛普縣)
錫達鎮區（英語：Cedar Township）是位於美國內布拉斯加州安蒂洛普縣的一個行政鎮區。

## 地方資料
錫達鎮區的面積為92.02平方千米，皆為陸地。根據2020年美國人口普查的數據，當地共有人口108人，而人口密度為每平方千米1.17人。